# Iveco TurboStar
El Iveco TurboStar es un camión y una unidad tractora producida por el fabricante italiano Iveco desde 1984 hasta 1993, destinado al transporte de mercancías pesadas, fue sustituido por el Iveco EuroStar.
Sustituye al Iveco 190 Turbo.

## Historia
Los primeros ejemplares del Iveco 190 TurboStar se entregaron a la prensa especializada para realizar pruebas de carretera en el verano de 1984. Las primeras fotos fueron publicadas por la revista italiana "Tuttotrasporti" en su número de septiembre. El color oficial de los vehículos era gris plateado metalizado. Todas las primeras versiones fueron fotografiadas en este gris metalizado, y solo mucho después de la presentación oficial, aparecieron las franjas decorativas de colores que caracterizarían a la serie.
En su lanzamiento oficial en el Salón del Automóvil de París de octubre de 1984, el TurboStar estaba disponible en dos versiones con dos motores distintos: el 190-33 y el 190-42. El primero utilizaba el Fiat V.I.-Iveco 8210.22S, un motor de seis cilindros en línea, sobrealimentado e intercooler de 13.798 cc, que desarrollaba 330 CV (DIN) a 1.800 rpm, mientras que el segundo estaba equipado con el Fiat-Iveco 8280.22S, un motor turboalimentado de ocho cilindros y 17.174 cc, que ya había impulsado al anterior 190-38 Turbo de 1981, pero que, con la incorporación de un nuevo turbocompresor, alcanzaba la considerable potencia, para la época, de 420 CV (DIN) a 1.800 rpm. El TurboStar podía equiparse con una caja de cambios sincronizada ZF ECOSPLIT 16S190 de 16 velocidades o con la caja de cambios rápida FULLER RT 14613 de 13 velocidades. El ABS estaba disponible como opción. Desde un punto de vista técnico, el TurboStar representó la evolución natural del 190-38, a pesar de haberse modificado más de 2000 componentes respecto al modelo anterior. Un estudio minucioso se centró principalmente en la cabina, que, junto con las pruebas y ensayos en carretera, duró 24 meses. Las primeras pruebas comenzaron en septiembre de 1982: los primeros prototipos del TurboStar se probaron en el circuito Iveco de Markbronn (Ulm, Alemania), otros en Finlandia y otros en el antiguo circuito Fiat de Nardò (Lecce, Italia). Ese mismo año, un estudio de mercado encargado por Iveco y realizado con más de 2000 camioneros internacionales demostró que uno de los factores más importantes a tener en cuenta al elegir un nuevo camión era la comodidad en la cabina y, en segundo lugar, el rendimiento del vehículo. Por ello, Iveco prestó especial atención a la cabina de este nuevo modelo, rediseñándola con especial atención a las vibraciones de baja frecuencia de la cabina y la caja de cambios. Aunque el chasis resultaba familiar, derivado directamente de la serie 190 anterior, lo que más llamó la atención en la presentación de julio de 1984 en Taormina fue la cabina. A primera vista, parecía completamente nueva, pero al observarla con más atención, se apreciaba un parecido familiar con la antigua cabina "T-Range" que equipaba, por ejemplo, el 190-38. Es más ancha, pero el estilo es similar. La puerta se mantiene igual, con su característico alerón. El paso de rueda ahora está conectado al parachoques a través de los escalones de acceso a la cabina y ya no es perfectamente circular. Las luces de gálibo sobre la cabina se desplazaron a los lados y se volvieron bidireccionales. Rigurosos estudios en el túnel de viento del centro de investigación de Fiat en Orbassano han dado como resultado una cabina con una aerodinámica meticulosa y un excepcional CX de 0,53. Se han conservado algunos detalles característicos de la versión 190-38 Turbo Special, como el techo elevado en comparación con la cabina básica de la gama T y el alerón de techo regulable en altura (según el tamaño del remolque) con un compartimento iluminado donde aparece el logotipo de Iveco en letras grandes. Los deflectores de esquina integran los intermitentes, el parachoques delantero integra los faros antiniebla y las luces de carretera en el alerón. Los retrovisores son eléctricos y calefactables. Las ventanillas laterales de la cabina están cubiertas por una rejilla de plástico y la pared trasera ya no tiene acristalamiento, que se abandonó tras la serie 190-35.
La posición de conducción es característica de todos los vehículos Iveco, con el asiento situado bastante adelantado respecto al volante horizontal. El nuevo salpicadero, sin embargo, conserva la instrumentación típica de Iveco de la época, pero anticipa la tendencia de los fabricantes (en particular, Scania, que posteriormente se inspiró en el TurboStar), que expandía el salpicadero hacia el lado derecho para envolver al conductor. También sustituye el panel de interruptores lineal y plano que predominaba en las cabinas de la gama T. La consola central alberga los controles del aire acondicionado y una mesa extraíble. En su primera versión, el nuevo TurboStar ofrecía de serie: cortinas opacas para la zona de dormir, asientos con suspensión neumática, caja fuerte, elevalunas eléctricos en ambas puertas, dos literas, faros antiniebla y luces de carretera integrados en el alerón, armario y lavafaros. Entre las principales opciones se encontraban parasoles, nevera y calientaplatos.
El TurboStar de 1986, es el primero en encantar a los curiosos probadores. Porque bajo el, desde un punto de vista contemporáneo, cabina sorprendentemente compacta con un gran volumen, un V8 descaradamente bien lleno ruge con la normativa de emisiones Euro 0. El TurboStar transporta a sus pasajeros a la época de la legendaria serie alemana 'Auf Achse'. 
La prueba de carretera realizada por la revista "Tuttotrasporti" se publicó en el número de febrero de 1985. El TurboStar 190.42, probado en la revista, contaba con una caja de cambios ZF de 16 velocidades y remolcaba un semirremolque Cardi cargado, alcanzando un peso total de 42,97 toneladas. (Nota del editor: el peso máximo permitido en Italia para semirremolques de 5 ejes es de 44 toneladas desde 1974). Era el camión del que todos hablaban en aquel momento: técnicos, conductores y transportistas. Las características del motor V8 fueron elogiadas unánimemente: «Un motor muy potente, con un par motor excepcional... las características de este motor son increíbles; en una carretera de montaña como la Cisa se puede demostrar lo que el TurboStar 190-42 puede hacer». La cabina también recibió críticas positivas por su diseño, acabado y composición. El TurboStar se convirtió en un referente en su segmento. El TurboStar 190.42 es un camión con un rendimiento excepcional y un consumo de combustible razonable en relación con su potencia. La dirección, el embrague, los frenos, la caja de cambios, la suspensión y el confort también marcan mejoras con respecto a los Iveco anteriores.
Los vehículos se ofrecen como chasis o tractoras con disposición de ruedas 4x2 o 6x2. Las características distintivas del TurboStar eran los nuevos motores Turbo-Aftercooler de 13,8 litros, el motor 8210 de 6 cilindros con una potencia de 330 CV y el motor turbo de ocho cilindros en forma de V 8280 con un volumen de 17,2 litros y una potencia de 420 CV, una cabina más alta y cómoda con un sistema de suspensión mejorado. Se fabricaron alrededor de 300.000 unidades. 
En julio de 1984, Iveco entregó a la prensa los primeros 190 vehículos de prueba de la serie TurboStar.
Con su TurboStar, Iveco sienta las bases para un nuevo referente en el sector del transporte de larga distancia.
Tras la presentación de sus gamas de camiones TurboTech y TurboStar, avanzada la década de los ochenta Iveco comienza su expansión en Europa, una estrategia que entre otros hitos comprenderá la creación de la filial Iveco España, un proyecto empresarial que a partir de 1990 incrementa sus dimensiones con la adquisición de Pegaso. 
De esta forma entre 1984 y 1993 el Iveco TurboStar se va a convertir en uno de los camiones pesados más populares a nivel europeo y también en España. Inicialmente el catálogo de producto pesado de Iveco incluía dos versiones, TurboStar 190-33 y TurboStar 190-42, la primera equipada con motores turbointercooler de seis cilindros en línea, 13.978 cc de cilindrada y una potencia de 330 CV, mientras que para la segunda Iveco reservaba un potente V8 de 17.174 cc y 420 CV, una mecánica que se posicionó en su momento como una de las más potentes de Europa.
En ambos casos las cadenas cinemáticas de los TurboStar se completaban con la presencia de cambios de serie manuales ZF Ecosplit de 16 marchas, siendo un opcional los cambios automáticos Fuller. En este sentido hay que recordar que Iveco y ZF siempre mantuvieron una especial relación de colaboración.
Cabe destacar que, si bien este nuevo modelo fue diseñado y desarrollado íntegramente bajo la marca Iveco, en su lanzamiento, el TurboStar lucía el logotipo de Fiat en la parrilla inferior derecha, como si el fabricante quisiera situar su producto en la línea de los famosos Fiat 684 y Fiat 619 con cabina "Tipo H" de la década de 1970, presentes en varios continentes.
En 1987, el 190-33 fue sustituido por el 190-36, todavía equipado con el motor Fiat-Iveco de 6 cilindros en línea de 13.798 cc, pero con una potencia de 360 CV (DIN), que respondía perfectamente a la demanda de los transportistas de flotas europeas de gama media. Posteriormente, en 1990, su potencia se incrementó a 377 CV (DIN), pero mantuvo la denominación -36 en muchos mercados. La versión TurboStar "Serie 1984" se mantuvo en producción hasta 1989, cuando, en el Salón del Automóvil de Turín de 1989, Iveco presentó el nuevo TurboStar 190.48, un modelo con un motor aún más potente gracias a su sistema de intercooler.
TurboStar EuroPalace: A finales de los 90, el carrocero holandés Estepe lanzó una versión TurboStar con techo elevado, un techo retroiluminado estilo Volvo Globetrotter, que podía sustituir al techo estándar de Iveco. Algunos transportistas han realizado esta conversión.
El TurboStar se fabricó en la planta de Turín como camión 4x2 y tractora 4x2. Diversos fabricantes de carrocerías equiparon los vehículos con un eje de arrastre adicional, de modo que también estaban disponibles las variantes 6x2, aunque estas llevaban la designación de tipo de la variante 4x2 en la cabina. No fue hasta 1986 que los camiones y tractoras 6x2 también estuvieron disponibles de fábrica, pero solo con motores de seis cilindros en línea. El 240-36P 6x2 fue la única variante que también se ensambló en Ulm.
El TurboStar, al igual que su modelo hermano, el Iveco Turbotech, es una evolución del Iveco 190, aunque se han actualizado más de 2000 componentes del modelo anterior. Las primeras pruebas del TurboStar comenzaron en septiembre de 1982. Un estudio a gran escala encargado por Iveco, en el que participaron más de 2000 camioneros de diferentes países, demostró que uno de los factores más importantes a la hora de elegir un nuevo camión era la comodidad de la cabina. Por ello, Iveco modificó el diseño de la cabina, mejorando su usabilidad y reduciendo las vibraciones y el ruido. En 1993, el modelo fue sustituido por el Iveco EuroStar, mientras que el Turbotech fue sustituido por el EuroTech.
En 2022, Iveco presentó como homenaje al TurboStar, una edición limitada del S-Way. 

## Características
Presentado como el sucesor de la anterior serie Iveco Turbo, se comercializó inicialmente en las versiones 190-33 y 190-42, que se diferenciaban por sus motores: el primero contaba con un motor de seis cilindros en línea de 13.798 cm³, sobrealimentado e intercooler, que desarrollaba 330 CV, mientras que el segundo contaba con un V8 turboalimentado (sin intercooler) de 17.174 cm³ y 420 CV. Ambas versiones podían equiparse con una transmisión manual sincronizada ZF ECOSPLIT de 16 velocidades o una transmisión Fuller de cambio rápido de 13 velocidades. También estaba disponible una versión automática bajo pedido. 
Recibió buenas críticas en pruebas realizadas por revistas del sector como TuttoTrasporti, que lo probó en febrero de 1985, destacando las características positivas del motor y la nueva distribución del habitáculo, que ofrecía mayor confort en comparación con la serie anterior.
En 1987, la serie menor fue sustituida por el 190-36, con un motor potenciado hasta los 360 CV, y posteriormente, en 1990, hasta los 377 CV (conservando la denominación "-36" y posteriormente renombrándose como 190-38). En 1989, llegó la versión 190-48 turboalimentada con intercooler y 480 CV, con transmisión ZF o Eaton Twin Splitter no sincronizada. También estaba disponible una versión "especial" de esta última, con un acabado exterior que incluía carenados, faldones laterales y un alerón. La serie completa fue sustituida por el Iveco Eurostar, presentado en 1993. Con más de 50.000 unidades producidas, fue uno de los camiones Iveco más vendidos en Italia.

## Las versiones del TurboStar
- 190-33 / 190-33T (1984-1987): Motor Fiat-Iveco 8210.22S de 6 cilindros y 13.798 cc, con una potencia de 330 CV a 1.800 rpm. En Italia, la tractora fue homologada con un peso bruto vehicular de 40 toneladas en lugar de 44 toneladas debido a que no cumplía con la relación peso-potencia de 8 CV/tonelada.
- 190-42 / 190-42T (1984-1989): Motor Fiat-Iveco 8280.42 de 8 cilindros y 17.174 cc, con una potencia de 420 CV DIN a 1.800 rpm. Disponible en configuraciones de tractora 4x2 y camión aislado. La mayoría de las 190-42 fueron convertidas a 6x2 por talleres especializados independientes.
- 190-36 / 190-36T / 240-36 (1987-1992): Motor Fiat-Iveco 8210.40, el mismo motor de 6 cilindros que el 190-33, pero más potente. De hecho, desarrolla una potencia de 360 CV DIN a 1800 rpm. También existe una serie 240-36 con un tercer eje Iveco de serie. A partir de 1990, el motor 8210.41 del 190-36 desarrolla 377 CV DIN en lugar de 360.
- 190-48 / 190-48T / 240-48 (1989-1993): Motor Fiat-Iveco 8280.42S con intercooler, que desarrolla 476 CV DIN a 1800 rpm. Tiene las mismas versiones derivadas que el -42 mencionado anteriormente. En 1993, Iveco sustituyó la gama TurboStar por la serie Iveco EuroStar.